# Myrna Loy
Myrna Loy, geboren als Myrna Adele Williams (Radersburg, 2 augustus 1905 - Manhattan, 14 december 1993) was een Amerikaans actrice.

## Biografie
Myrna is op 2 augustus 1905 geboren in Radersburg. Later verhuisden ze naar Helena (Montana). Myrna was de dochter van David Franklin Williams en zijn vrouw Della Mae. Ze vernoemden haar naar een treinstation. In Helena acteerde ze in 'Helena's old Marlow Theater'.
Toen haar vader in 1918 stierf aan de Spaanse griep, was ze pas 12 jaar. Ze verhuisde naar Los Angeles. Vanaf haar 15e begon ze te acteren. 

Nadat ze haar diploma kreeg in 1923, ging Myrna werken als danseres. Ook dit jaar kreeg ze een screentest aangeboden. Rudolph Valentino was erg onder de indruk van haar foto's, toch kreeg ze geen rol in een film. 

Myrna sloeg terug en in 1925 kreeg ze een kleine rol in de film What Price Beauty?. Later dat jaar speelde ze ook in Pretty Ladies, waarin Joan Crawford ook speelde. In de tijd van de stomme film, werd Myrna vooral gecast als een avonturierster die mannen verleidde. 

Myrna probeerde onsuccesvol bij MGM terecht te komen. Hierdoor bleef ze nog kleine rollen spelen in films. Nadat ze in 1926 in een film van Warner Brothers speelde, kreeg ze een contract aangeboden. Haar eerste rol die ze kreeg met een contract was The Caveman (1926). Haar eerste grote rol kwam in 1927, toen ze in de film Bitter Apples te zien was. Toch werd dit niet haar doorbraak, dus Myrna ging door met kleine rollen aan te nemen. Tot 1933 speelde ze keer op keer in films waarin ze die avonturierster speelde. Ze vond dat ze wel wat meer in zich had en landde dit keer succesvol bij MGM. 

Haar eerste rol bij MGM was een hoofdrol in The Prizefighter and the Lady. Haar doorbraak volgde in 1934. Ze was toen te zien in twee erg succesvolle films: Manhattan Melodrama en The Thin Man. Er werd zelfs gezegd dat als Myrna er niet in speelde, The Thin Man nooit populair zou zijn. In 1936 was ze inmiddels zelfs zo populair, dat ze "De Koningin van de Film" werd genoemd. 

Tijdens de Tweede Wereldoorlog nam ze een pauze om bij de Rode Kruis te werken. In 1946 was ze weer te zien in The Best Years of Our Lives. In de rest van de jaren 40 en jaren 50 waren er geen breuken in Loy's carrière. Totdat ze in de jaren 60 naar ander talent gingen zoeken en Myrna in de steek lieten. In de periode tussen 1960 en 1969 was Myrna niet in films te zien. Daarna was Myrna alleen nog maar in televisiefilms te zien. 

In de jaren 70 ging ze naar het theater en maakte op Broadway haar doorbraak in het stuk The Women. Myrna's laatste film was de televisiefilm Summer Solstice (1981). 

Myrna stierf op 14 december 1993 tijdens een operatie in Manhattan.

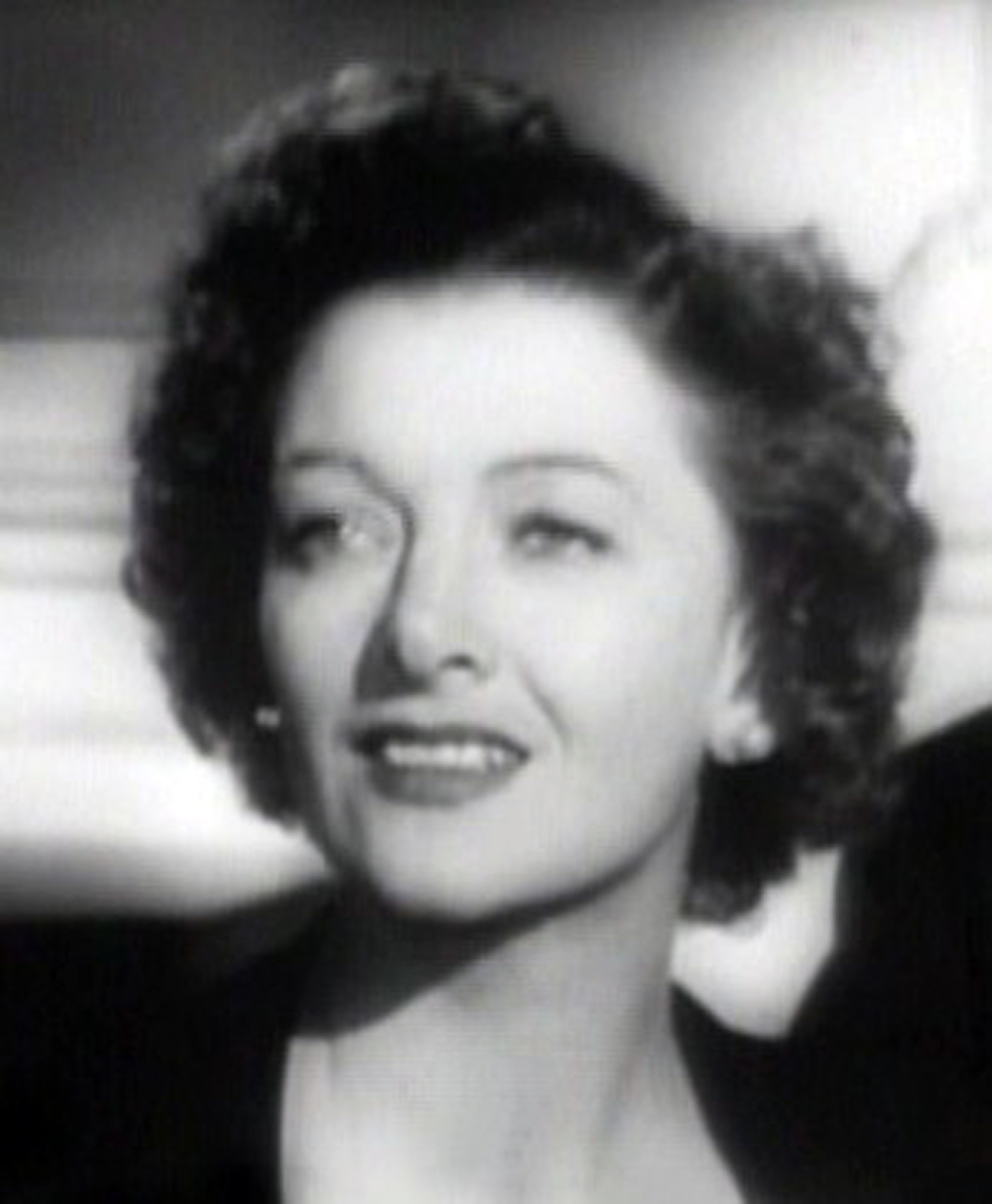
Myrna Loy close up